# 永泰控股
永泰控股有限公司，簡稱永泰控股（英語：Wing Tai Holdings Limited，SGX：W05），在1963年由潮州商人鄭翼雄創立，當時名為「永泰製衣廠（新）私人有限公司」。
業務除了經營房地產外，還包括銷售衣服專門店（Uniqlo、G2000等，在新加坡經營），以及快餐店（吉野家，在新加坡經營）。現時由鄭維強主理。總部位於3 Killiney Road #10-01 Winsland House I Singapore 239519，而股份自1989年2月21日於新加坡交易所主板上市。
根據截止2011年6月30日年度財政資料，母公司持有永泰地產有限公司33.8%股權，以及永泰馬來西亞有限公司60.4%股權。

## 連結
- WingTaiAsia.com.sg （页面存档备份，存于）